# Wolfgang Fischer
Wolfgang Fischer, född 11 december 1888 i Carolath i Oberschlesien i nuvarande Polen, död 1 februari 1943 vid Mareth-linjen i Tunisien, var en tysk militär. Fischer befordrades till generalmajor i augusti 1941 och till general i pansartrupperna i april 1943 (postumt). Han erhöll Riddarkorset av järnkorset med eklöv i december 1942.

## Befäl
- 69. infanteriregementet februari 1938 – oktober 1939
- 10. skyttebrigaden oktober 1939 - augusti 1941
- 10. Panzer-Division augusti 1941 – februari 1943

Fischer stupade i strid vid Mareth-linjen i Tunisien.